# Fernando VI de España
Fernando VI de España, llamado «el Prudente» o «el Justo» (Madrid, 23 de septiembre de 1713-Villaviciosa de Odón, 10 de agosto de 1759), fue rey de España desde 1746 hasta su muerte. Fue el cuarto hijo de Felipe V y de su primera esposa María Luisa Gabriela de Saboya. Se casó en la Catedral de San Juan Bautista de Badajoz con Bárbara de Braganza en 1729, que fue reina de España hasta su muerte en 1758.

## Príncipe de Asturias
Cuando Fernando nació el 23 de septiembre de 1713 —siendo bautizado sin gran solemnidad en la iglesia franciscana de San Gil, el 4 de diciembre— tenía por delante en la sucesión al trono a dos hermanos mayores Luis y Felipe Pedro, nacidos en 1707 y 1712, respectivamente —un tercer hermano, mayor que él, había muerto en 1709 al poco de nacer. Pero cuando tenía seis años falleció Felipe Pedro, por lo que Fernando quedó el segundo en la sucesión tras el príncipe de Asturias, Luis, seis años mayor que él.
La infancia de Fernando estuvo marcada por el hecho de que su madre, la reina María Luisa Gabriela de Saboya, falleció a los cinco meses de su nacimiento, y de que su padre contrajo nuevas nupcias siete meses después de haber enviudado con la princesa del ducado de Parma, Isabel de Farnesio, que le dio seis hijos que prosperaron —el primero fue el infante Carlos nacido el 20 de enero de 1716. Así la nueva reina se preocupó más por la suerte y el futuro de sus propios hijos —dedicando todos sus esfuerzos en conseguirles en Italia un estado propio sobre el que pudieran reinar, lo que determinó en buena medida la política exterior de la Monarquía de Felipe V durante las décadas siguientes—, que por la de sus hijastros. Además, el rígido protocolo de la corte impedía el contacto directo de los príncipes con los reyes —ni comían juntos, ni asistían a actos oficiales con sus padres—, así que Luis y Fernando se comunicaban con su padre —y con su madrastra— a través de cartas escritas en francés, que era la lengua que utilizaba la familia.El 25 de agosto de 1716, festividad de San Luis, rey de Francia, fue bautizado solemnemente en la iglesia del Monasterio de San Jerónimo el Real de Madrid junto con sus hermanos Felipe y Carlos. Los padrinos de Fernando fueron Víctor Amadeo II de Saboya (entonces rey de Sicilia) y su esposa, Ana María de Orleans; representados respectivamente por el marqués de Morozzo, embajador del Rey de Sicilia en Madrid y la duquesa consorte de la Mirandola, María Teresa Spínola y de la Cerda.
En 1721, tras cumplir los siete años, el infante Fernando fue dotado de «cuarto aparte para que en él le sirvan y asistan sólo hombres, y para el cuidado de su persona, su asistencia y educación [el rey] ha resuelto nombrar al conde de Salazar, con el título de gobernador de la casa de S.A.».

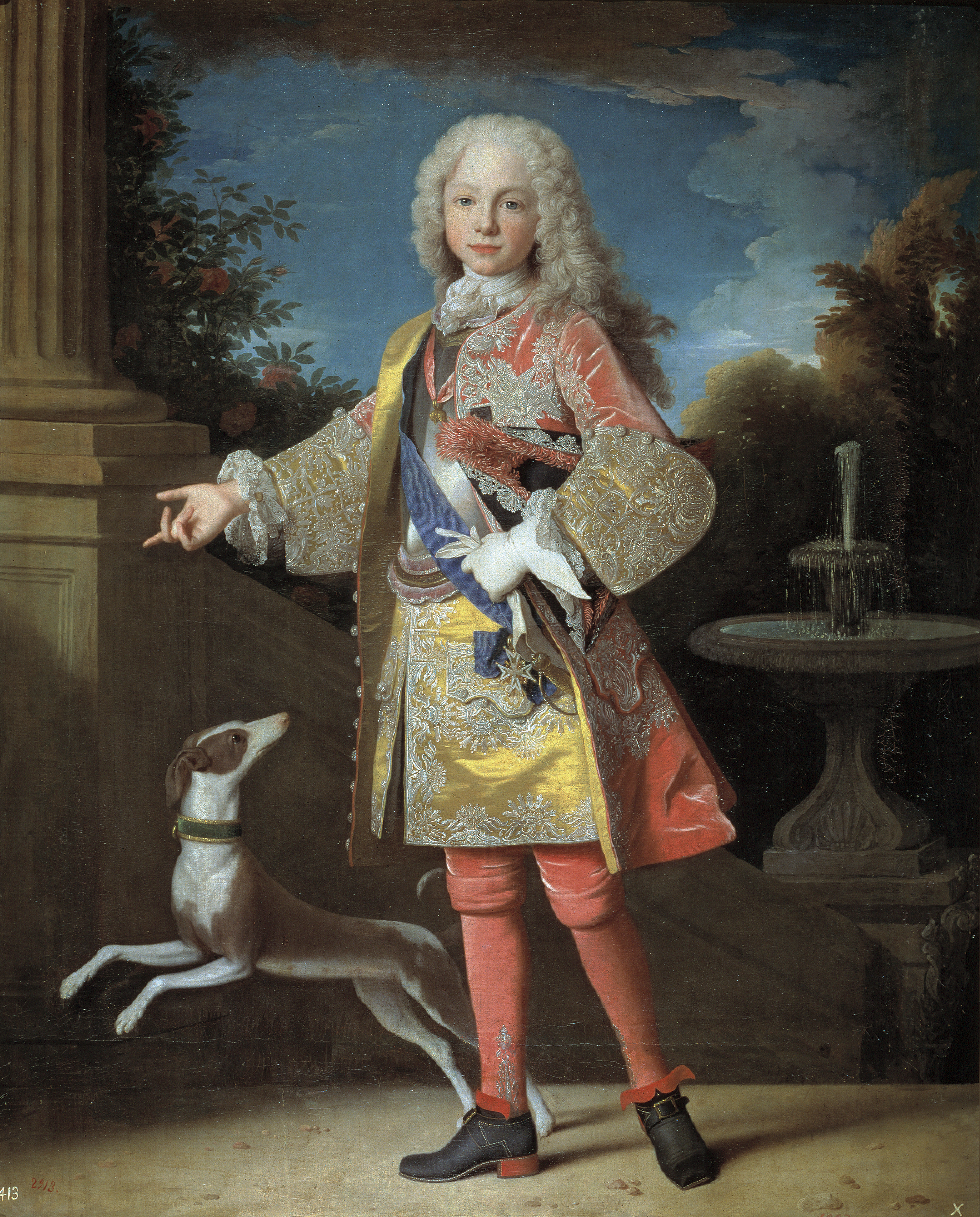
Retrato del infante Fernando cuando tenía diez años de edad, obra del pintor de cámara Jean Ranc (1723)

Lo que cambió definitivamente el destino del infante Fernando fueron los acontecimientos ocurridos en 1724, durante los cuales estuvo cerca de convertirse en rey a los diez años de edad. El 10 de enero de 1724 el rey Felipe V firmó un decreto por el que abdicaba en su hijo Luis, de diecisiete años, casado con Luisa Isabel de Orleans, dos años menor que él, pero Luis I de España reinó solamente durante ocho meses ya que a mediados de agosto enfermó de viruela y murió el 31. Al haber abdicado Felipe V, su sucesor tendría que haber sido Fernando pero la rápida actuación de la reina Isabel de Farnesio lo impidió. Isabel de Farnesio tuvo que hacer frente a ciertos sectores de la nobleza castellana que apoyaban la opción del príncipe Fernando argumentando que no cabía la marcha atrás en la abdicación de un rey y le costó convencer al propio rey para que volviera a reinar, pero el 7 de septiembre de 1724, una semana después de la muerte de Luis I, Felipe V volvía a ostentar la Corona de la Monarquía de España, y Fernando era proclamado como el nuevo príncipe de Asturias y jurado el 25 de noviembre por las Cortes de Castilla, convocadas con tal fin.
Durante la mayor parte de los veintidós años en que fue príncipe de Asturias (1724-1746), Fernando y su esposa, la princesa portuguesa Bárbara de Braganza con quien se había casado en enero de 1728, vivieron aislados de la corte y con las visitas restringidas. La orden de 1733 de «esta especie de arresto domiciliario» de los príncipes, como la llamó el historiador Pedro Voltes, partió de la reina Isabel de Farnesio, que quería impedir que mantuvieran contactos con los grupos «casticistas» y «contestatarios» de la nobleza castellana y de la corte, que propugnaban una nueva abdicación de Felipe, cuya salud mental continuaba deteriorándose.
Así, el reglamento de la conducta del príncipe de Asturias aprobado en el verano de 1733 —poco después de la vuelta a Madrid de la corte después de deambular por Sevilla y otras poblaciones andaluzas durante los cinco años anteriores para intentar restablecer la salud mental y física del rey— determinaba que «don Fernando y doña Bárbara podrían ser visitados cada uno por sólo cuatro personas, cuyo nombre y cargo se indicaba. No podrían recibir a otros embajadores que los de Francia y Portugal. Los príncipes no debían comer en público ni salir de paseo ni ir a ningún templo o convento. [...] Se suprimió también la asistencia del príncipe al Consejo de Gobierno y todo despacho con él, y en especial cualquier trato con [el «primer ministro»] Patiño y los ministros, y, en suma, toda visita suya a sus padres».
Durante los últimos años de su reinado, la enfermedad mental y el deterioro físico de Felipe V se fueron acentuando —«hasta los pintores de cámara como Jean Ranc y Van Loo, habían tenido que reflejar la decrepitud del rey, hinchado y torpe, con las piernas arqueadas y la mirada perdida»—, hasta que en la noche del 9 de julio de 1746 murió de un ataque cerebrovascular. Apenas transcurrida una semana de la muerte de su padre, el nuevo rey Fernando VI ordenó a su madrastra, la reina viuda Isabel de Farnesio, que abandonara el palacio real del Buen Retiro y se marchara a vivir a una casa de la duquesa de Osuna, acompañada de sus hijos, los infantes Luis y María Antonia. Al año siguiente fue desterrada de Madrid y su residencia quedó fijada en el palacio de La Granja de San Ildefonso —cuando la reina viuda protestó por medio de una carta en la que le decía al rey que «desearía saber si he faltado en algo para enmendarlo», Fernando VI le respondió con otra misiva en la que decía: «Lo que yo determino en mis reinos no admite consulta de nadie antes de ser ejecutado y obedecido».

## El reinado

Grandes armas de Felipe V con manto real, cimera real de Castilla y el lema «A solis ortu usque ad occasum» (Desde la salida del sol hasta el ocaso), derivado de la famosa frase atribuida a Felipe II: «En mis dominios no se pone el sol», haciendo referencia a que el sol nunca se ponía en los territorios españoles, pues abarcaban los dos hemisferios. También se incluye la palabra Santiago, en referencia al Santo Patrón de España, Santiago el Mayor, y más concretamente al lema tradicional «Santiago y cierra España». Utilizadas por Fernando VI a la muerte de su padre.

Cuando llegó al trono, España se encontraba inmersa en la guerra de sucesión austriaca, que terminó al poco tiempo (Paz de Aquisgrán, 1748) sin ningún beneficio para España. Comenzó su reinado eliminando la influencia de la reina viuda Isabel de Farnesio y de su grupo de cortesanos italianos. Establecida la paz, el rey impulsó una política de neutralidad y paz en el exterior para posibilitar un conjunto de reformas internas. Los nuevos protagonistas de estas reformas fueron el marqués de la Ensenada, francófilo; y José de Carvajal y Lancaster, partidario de la alianza con Gran Bretaña. La pugna entre ambos terminó en 1754 al morir Carvajal y caer Ensenada, pasando Ricardo Wall a ser el nuevo hombre fuerte de la monarquía.
El 30 de agosto de 1749, Fernando VI autorizó una persecución con el fin de arrestar y extinguir a los gitanos del reino, conocida como la Gran Redada.
Mediante la ordenanza del 2 de julio de 1751 prohibió la masonería.

### Los proyectos de Ensenada

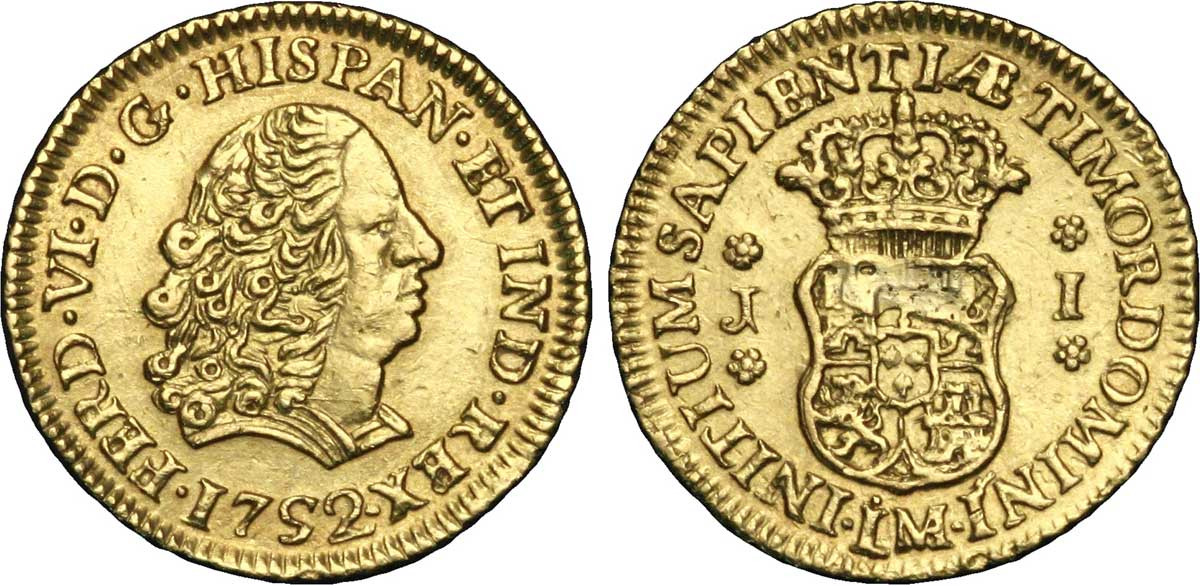
Fernando VI de España

Algunos de los más importantes proyectos durante el reinado fueron llevados a cabo por el marqués de la Ensenada, secretario de Hacienda, Marina e Indias. Planteó la participación del Estado para la modernización del país. Para ello era necesario mantener una posición de fuerza en el exterior para que Francia y Gran Bretaña considerasen a España como aliada, sin que ello supusiera una renuncia de Gibraltar.
Entre los proyectos del marqués de la Ensenada encontramos:
- El nuevo modelo de la Hacienda, planteado por Ensenada en 1749. Intentó la sustitución de impuestos tradicionales por un impuesto único, el catastro, que gravaba en proporción a la capacidad económica de cada contribuyente. Propuso también la reducción de la subvención económica por parte del Estado a las Cortes y al ejército. La oposición de la nobleza hizo que se abandonase el proyecto.
- La creación del Giro Real en 1752, un banco para favorecer las transferencias de fondos públicos y privados fuera de España. Así, todas las operaciones de intercambio en el extranjero quedaron en manos de la Real Hacienda, lo que beneficiaba al Estado. Se le puede considerar el antecesor del Banco de San Carlos, que se instituyó durante el reinado de Carlos III.
- El impulso del comercio americano, que pretendió acabar con el monopolio de las Indias y eliminar las injusticias del comercio colonial. Así se apoyó a los navíos de registro frente al sistema de flotas. El nuevo sistema consistía en la sustitución de las flotas y galeones para que un barco español, previa autorización, pudiera comerciar libremente con América. Esto incrementó los ingresos y disminuyó el fraude. Aun así, este sistema provocó muchas protestas en los comerciantes del sector privado.
- La modernización de la marina. Una poderosa marina era fundamental para una potencia con un imperio en ultramar y aspiraciones a ser respetada por Francia y Gran Bretaña. Para ello, el marqués de la Ensenada incrementó el presupuesto y amplió la capacidad de los astilleros de Cádiz, Ferrol, Cartagena y La Habana, lo que supuso el punto de partida del poder naval español en el siglo XVIII.
- Las relaciones con la Iglesia, que fueron muy tensas desde los inicios del reinado de Felipe V a causa del reconocimiento del archiduque Carlos como rey de España por el Papa. Se mantuvo una política regalista que perseguía tanto el objetivo fiscal como político y cuyo logro decisivo fue el Concordato de 1753. Por este se obtuvo del papa Benedicto XIV el derecho de Patronato Universal, que supuso importantes beneficios económicos a la Corona y un gran control sobre el clero.
- Florecimiento cultural con la creación en 1752 de la Real Academia de Bellas Artes de San Fernando.
- Prisión general de gitanos, un intento de exterminar a los gitanos mediante su arresto y posterior separación de los hombres y de las mujeres, obligándolos a trabajar a ellos en astilleros y minas y a las mujeres en fábricas. Los menores de catorce años fueron internados en instituciones religiosas.[13]

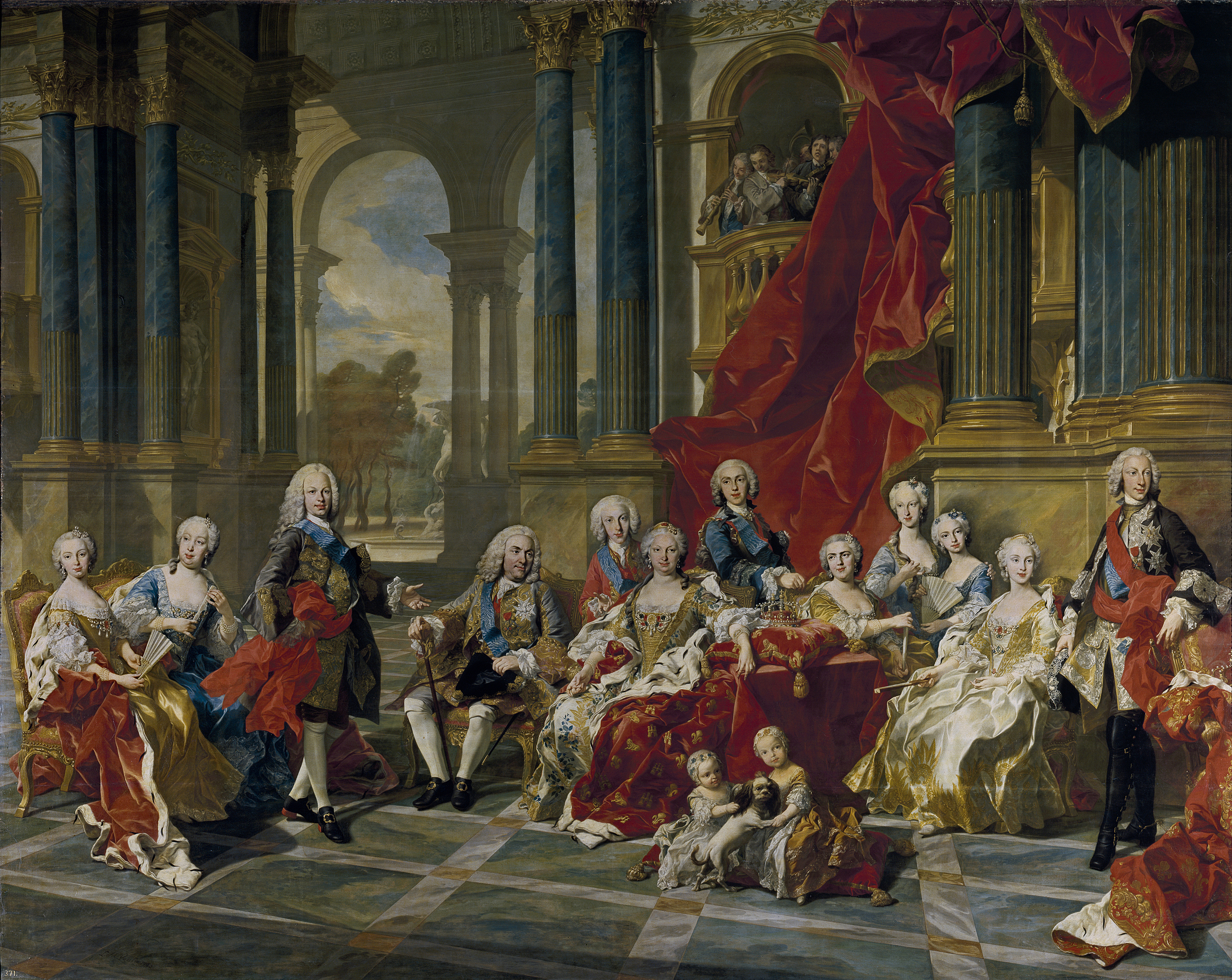
La familia de Felipe V (1743) de Louis-Michel van Loo. De izquierda a derecha: Mariana Victoria, Princesa de Brasil; Bárbara, princesa de Asturias; Fernando, príncipe de Asturias; el rey Felipe V; infante Luis (futuro conde de Chinchón); la reina Isabel Farnesio; infante Felipe (futuro duque de Parma); Luisa Isabel de Francia; infanta María Teresa Rafaela; infanta María Antonia Fernanda; María Amalia, reina de Nápoles y Sicilia; Carlos, rey de Nápoles y Sicilia. Los dos niños en primer plano son la princesa María Isabel Ana de Nápoles y Sicilia e Isabel de Borbón-Parma (hija del futuro duque de Parma).

### La política exterior de Carvajal
Durante la Guerra de Sucesión Austriaca y la de los Siete Años, España reforzó su poderío militar.
El principal conflicto fue el enfrentamiento con Portugal por la colonia del Sacramento, desde la que se facilitaba el contrabando británico por el Río de la Plata. José de Carvajal consiguió en 1750 mediante el Tratado de Madrid que Portugal renunciase a tal colonia y a su pretensión de libre navegación por el Río de la Plata. 

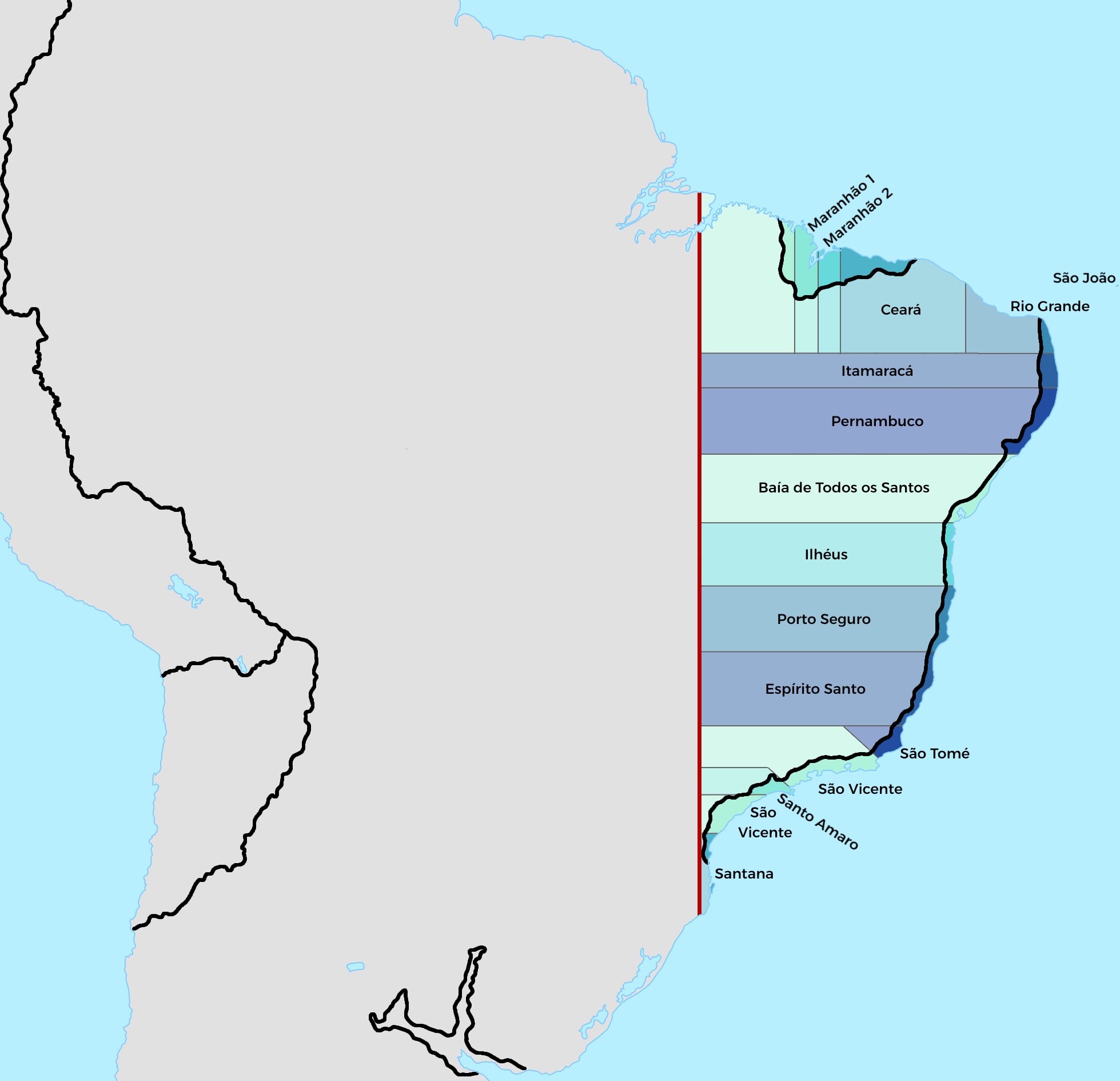
1534 Brasil según el Tratado de Tordesillas.
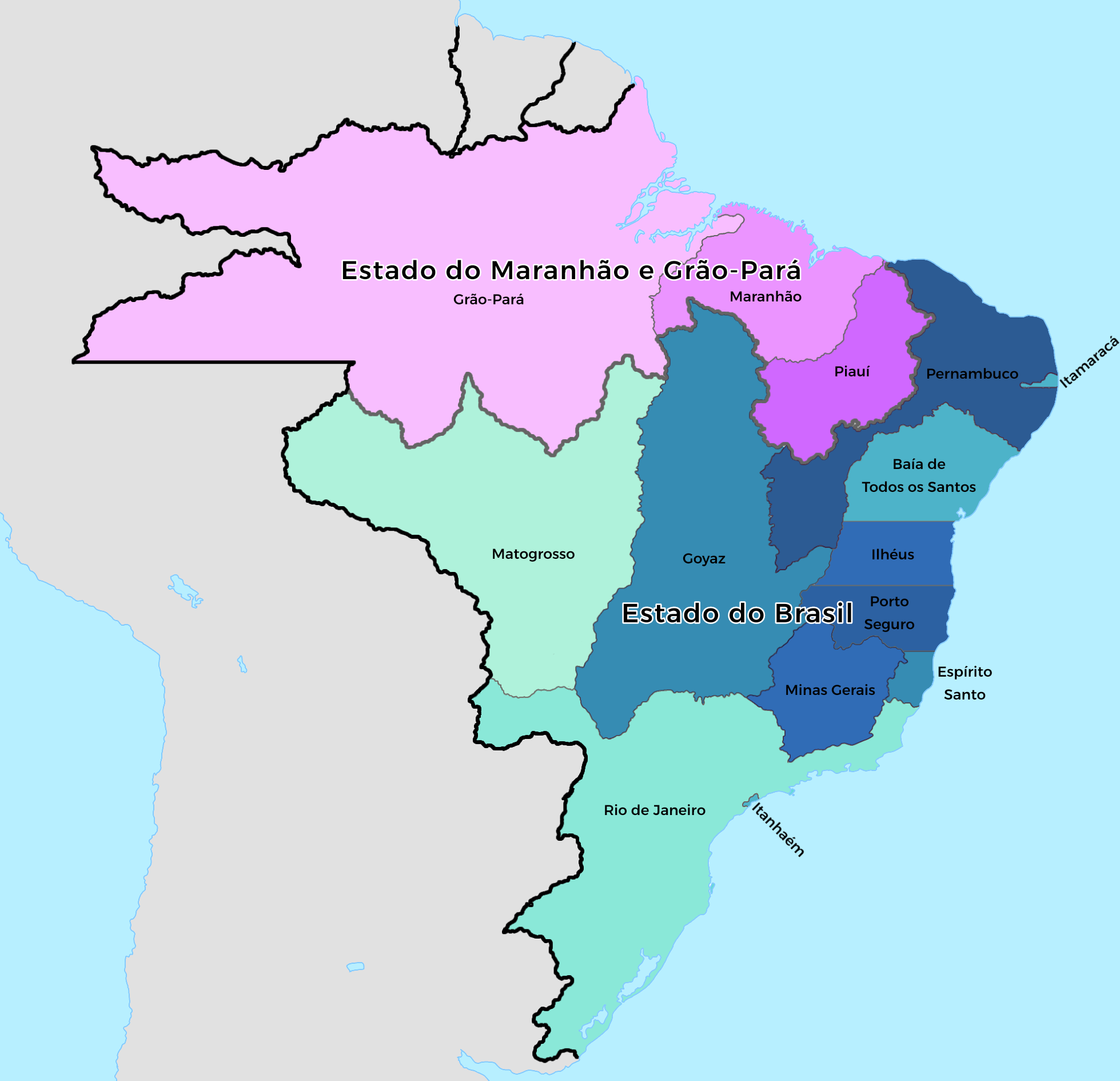
1750 Brasil según el Tratado de Madrid.

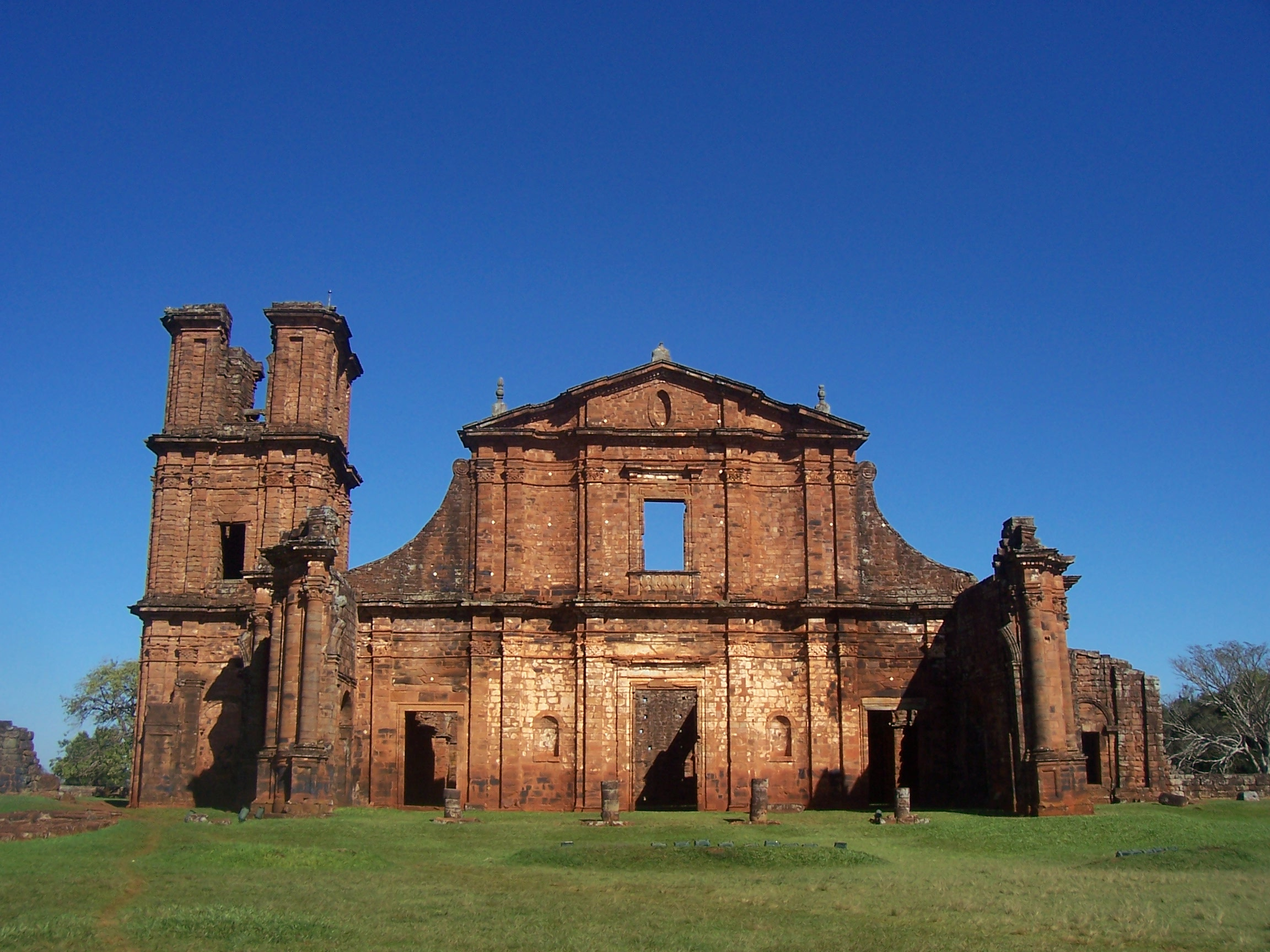
Las ruinas jesuíticas de San Miguel, en el Río Grande del Sur.

A cambio, España cedió a Portugal dos zonas en la frontera brasileña, una en la Amazonia y la otra en el sur, en la que se encontraban siete de las treinta reducciones guaraníes de los jesuitas, luego llamadas  Misiones Orientales o Siete Pueblos. Los españoles tuvieron que expulsar a los misioneros jesuitas y al pasar a manos portuguesas los Siete Pueblos y reducciones más pequeñas del sur sufrieron pillajes, masacres y fueron obligadas la abandonos y reconstrucciones en medio de las disputas territoriales entre las coronas lusitana y española, culminando en la Guerra Guaranítica.
El conflicto de las reducciones provocó una crisis en la Corte española. Ensenada, favorable a los jesuitas, y el padre Rávago, confesor del rey y miembro de la Compañía de Jesús, fueron destituidos, acusados de entorpecer los acuerdos con Portugal.

### Conflicto con la Santa Sede

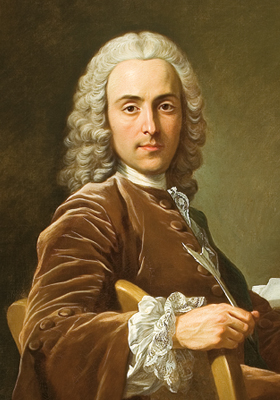
El ilustrado valenciano Gregorio Mayans.

Tras la firma del "concordato de 1737" se puso en marcha la negociación prevista en su artículo 23 «para terminar amigablemente la controversia sobre el Patronato». Las conversaciones las inició el propio cardenal Molina pero tras su muerte fue sustituido por el confesor de Felipe V, el jesuita francés Jaime A. Fèbre, que contó con el apoyo de Blas Jover, fiscal de la Cámara de Castilla. Este a su vez recurrió en 1745 al jurista ilustrado valenciano Gregorio Mayans quien redactó un Examen del Concordato de 1737 en el que negaba su validez a partir de la defensa del episcopalismo regalista, y trayendo de nuevo a colación el antecedente de los Concilios de Toledo de época visigoda en los que se habría aprobado el patronato real sobre la Iglesia, por lo que los reyes españoles no necesitaban de la aprobación pontificia para ejercitar su potestad sobre la Iglesia de sus dominios, en ejercicio de las regalías a las que el soberano no podía renunciar. Tras la muerte de Felipe V y el ascenso al trono de Fernando VI las negociaciones con Roma pasaron a estar dirigidas por el confesor real, el jesuita Francisco Rábago y Noriega, y el marqués de la Ensenada, quienes al margen de las conversaciones oficiales entablaron unas negociaciones secretas, de las que solo tenían constancia, además de Rábago y Ensenada, el rey Fernando VI, el papa Benedicto XIV y el Secretario de Estado pontificio, cardenal Luigi Valenti Gonzaga.
Fue esta vía secreta, de la que no tuvieron conocimiento ni el secretario de Estado y del Despacho Carvajal ni el nuncio que llevaron las negociaciones "oficiales", la que condujo a la firma del Concordato de 1753. El papa se negó a reconocer el patronato universal como una regalía de la Corona —la tesis sustentada por la Monarquía española, apoyada en el escrito de Mayans—, pero aceptó el dominio de la Corona sobre los beneficios eclesiásticos —lo que suponía el reconocimiento de hecho del patronato universal—, excepto de 52 que se "reservó", precisamente, como prueba de que se trataba de una gracia pontificia. De esta forma se alcanzó, según Mestre y Pérez García, "el mayor triunfo del regalismo español. Al margen de que no se aceptaba el patronato como una regalía, las concesiones eran de tal calibre que el poder del monarca sobre la Iglesia española era absoluto y completo: nombramiento de obispos, canónigos o beneficios eclesiásticos, que pasaba a depender de la voluntad del monarca".
El concordato de 1753 abrió una nueva etapa en las relaciones Iglesia-Estado, pero el objetivo episcopalista y conciliarista perseguido por algunos regalistas e ilustrados como Solís y Mayans, no se consiguió porque la Iglesia española quedó bajo el control del soberano, no del concilio de los obispos presididos por el rey como aquellos proponían. Prueba de ello fue que el análisis del Concordato que el marqués de la Ensenada encargó a Mayans, y que este tituló Observaciones al Concordato de 1753, nunca se publicó.

### El último año: el «año sin rey» (agosto 1758-agosto 1759)
La reina Bárbara de Braganza no gozaba últimamente de buena salud. «Padecía especialmente una tos continua, que la obligaba a veces a suspender las cultas veladas que se organizaban casi diariamente en palacio». En la primavera de 1758 fue trasladada a Aranjuez pensando que allí se restablecería del asma, haciendo el viaje en etapas para que no se cansara. Aunque al principio pareció mejorar, pronto volvieron los dolores y la fatiga. En julio su salud empeoró. Padecía fiebres altas que aumentaban por la tarde y la madrugada. El 25 de agosto perdió la voz. Su agonía duró dos días, falleciendo en la madrugada del 27 de agosto de 1758. Su cadáver fue llevado al Convento de las Salesas Reales en Madrid, que había sido fundado por ella, y provisionalmente guardado bajo la cripta.

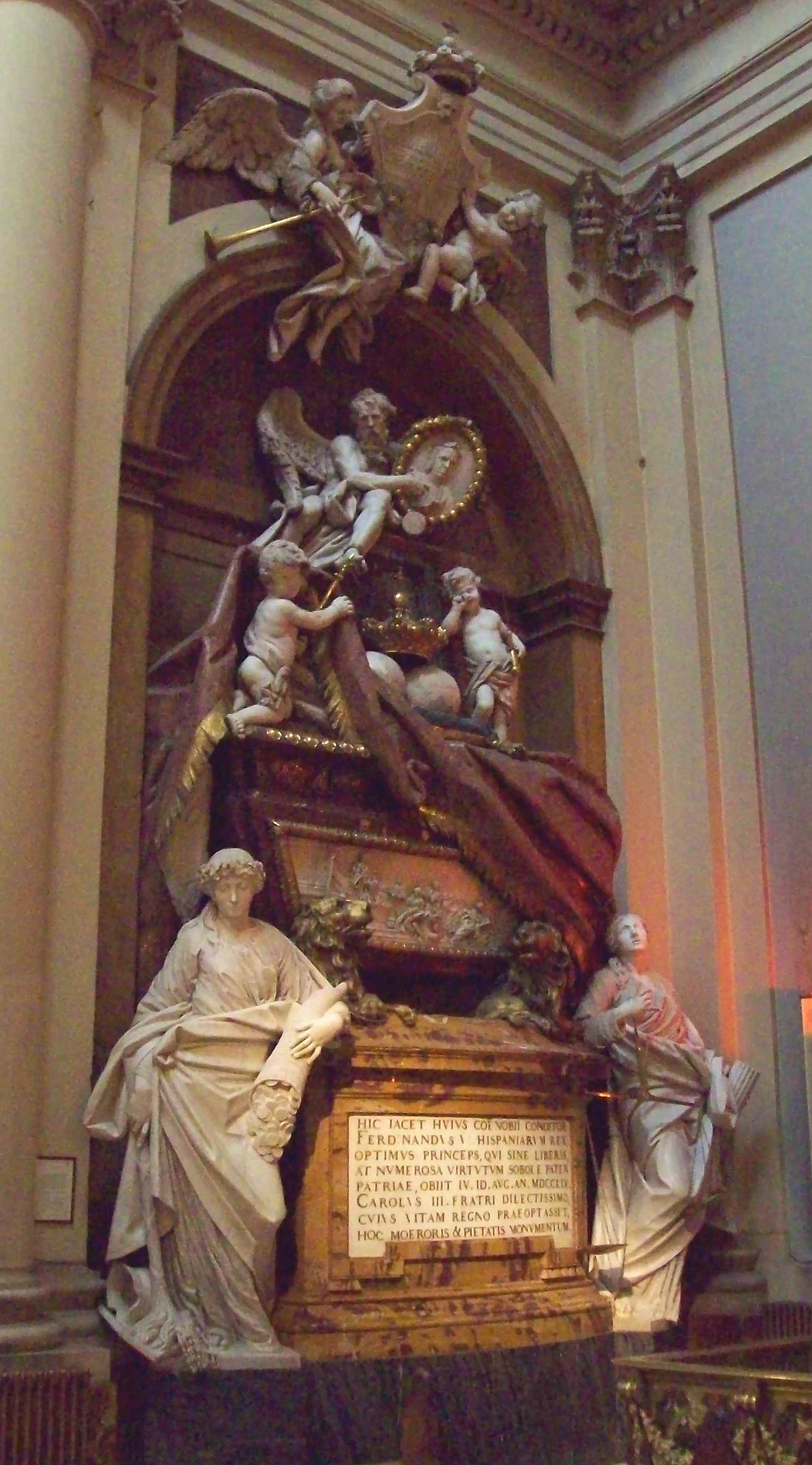
Mausoleo del rey Fernando VI (convento de las Salesas Reales en Madrid)

El fallecimiento de la reina produjo un agravamiento en la salud del rey (los reyes estaban profundamente unidos), hasta llegar a un alto grado de locura.
Fernando VI no participó en el cortejo fúnebre que condujo el cadáver de la reina a Madrid, sino que abandonó Aranjuez el mismo día en que murió doña Bárbara para instalarse en el castillo de Villaviciosa de Odón, acompañado por su medio hermano, el infante don Luis. Se pensó que sería un buen lugar porque allí nada le recordaría a la reina y podría distraerse con su afición favorita, la caza. Pero a los diez días aparecieron los primeros síntomas de la enfermedad. 

Sentía grandes temores de morir o de ahogarse y fue abandonando los asuntos y la caza. [...] El último documento que firmó es de un mes después de la defunción de su esposa y el último despacho del rey con el ministro Wall fue a principios de octubre de 1758, «de pie y en conversación». [...] El rey dejó de hablar, y fue reduciendo sus comidas hasta el punto de que no se alimentaba. Las manías hicieron su aparición y poco después se encerró en una habitación en la que había sitio escaso para una cama, donde pasó sus últimos meses
Voltes (1998, pp. 213-215)

Durante ese tiempo se mostró agresivo —«tiene unos impulsos muy grandes de morder a todo el mundo», escribió el infante Luis a su madre Isabel de Farnesio— y para calmarlo le suministraban opio; intentó suicidarse en varias ocasiones y pidió veneno a los médicos o armas de fuego a los miembros de la guardia real; bailaba y corría  en ropa interior, jugaba a fingir que estaba muerto o, envuelto en una sábana, a que era un fantasma. Cada día estaba más delgado y pálido, lo que se unía a la dejadez en su aseo personal. No dormía en la cama sino sobre dos sillas y un taburete. Mientras esto sucedía en el castillo de Villaviciosa de Odón, por la "villa y corte" de Madrid circulaban versos como estos:

...Si este rey no tiene cura,
 ¿a qué esperáis o qué hacéis?
 Muy presto cumplirá un año
 que sin ver a vuestro rey,
 os sujetáis a una ley
 hija de un continuo engaño...
Voltes (1998, p. 223)

Existe una discrepancia de opiniones sobre la enfermedad  que sufrió Fernando VI durante su último año de vida. Por un lado existe la idea de que Fernando VI era una persona que arrastra un trastorno mental grave, probablemente un trastorno bipolar, y que ese último año sufrió un episodio depresivo o mixto en el contexto de dicho trastorno y la descompensación psicopatológica que le produjo el fallecimiento de la reina. Existe otra corriente de opinión que enfoca la enfermedad como un trastorno neurológico, en el contexto de una demencia "orgánica" con un síndrome clínico que responde a un déficit rápidamente progresivo del lóbulo frontal derecho. Esta hipótesis se fundamenta especialmente en una clínica progresiva y característica de un síndrome frontal, y la presencia de crisis epilépticas de semiología frontal derecha, al igual que otros motivos. Independientemente de la causa de la enfermedad, las complicaciones médicas derivadas del encamamiento, desnutrición y complicaciones infecciosas, probablemente jugaron un papel esencial a la hora de acortar la vida del monarca. 
Fernando VI murió el 10 de agosto de 1759, decimotercer aniversario de su proclamación como rey. Su cadáver fue trasladado al Convento de las Salesas Reales y, al igual que se había hecho con los restos de su esposa, los suyos fueron guardados en un sepulcro provisional debajo del coro. Los mausoleos del rey y de la reina fueron construidos luego durante el reinado de su sucesor Carlos III y terminados en 1765. El de Fernando, diseñado por Francesco Sabatini y labrado en mármol por Francisco Gutiérrez Arribas, fue colocado en el lado derecho del crucero de la iglesia del Convento y el de doña Bárbara en el coro bajo de las monjas, detrás del de su esposo.
Fue sucedido por su medio hermano, Carlos III, hijo de Felipe V y su segunda esposa Isabel de Farnesio, al no haber tenido descendencia propia.

## Fernando VI en la ficción
- En la película Pirates of the Caribbean: On Stranger Tides, el rey Fernando VI es interpretado por Sebastián Armesto.[24]

## Ancestros
| \| \| \| \| \| \| \| \| \| \| \| \| \| \| \| \| \| \| \| \| 16. Luis XIII de Francia \| \| \| \| \| \| \| \| \| \| \| \| \| \| \| \| \| \| \| \| \| \| \| \| \| \| \| \| \| \| \| \| \| \| \| \| \| \| \| \| \| \| \| \| \| \| \| \| \| \| \| \| \| \| 8. Luis XIV de Francia \| \| \| \| \| \| \| \| \| \| \| \| \| \| \| \| \| \| \| \| \| \| \| \| \| \| \| \| \| \| \| \| \| \| \| \| \| \| \| \| \| \| \| \| \| \| \| \| \| \| \| \| \| \| 17. Ana de Austria \| \| \| \| \| \| \| \| \| \| \| \| \| \| \| \| \| \| \| \| \| \| \| \| \| \| \| \| \| \| \| \| \| \| \| \| \| \| \| \| \| \| \| \| \| \| \| \| \| \| \| \| \| \| 4. Luis de Francia, el Gran Delfín \| \| \| \| \| \| \| \| \| \| \| \| \| \| \| \| \| \| \| \| \| \| \| \| \| \| \| \| \| \| \| \| \| \| \| \| \| \| \| \| \| \| \| \| \| \| \| \| \| \| \| \| \| \| 18. Felipe IV de España \| \| \| \| \| \| \| \| \| \| \| \| \| \| \| \| \| \| \| \| \| \| \| \| \| \| \| \| \| \| \| \| \| \| \| \| \| \| \| \| \| \| \| \| \| \| \| \| \| \| \| \| \| \| 9. María Teresa de Austria \| \| \| \| \| \| \| \| \| \| \| \| \| \| \| \| \| \| \| \| \| \| \| \| \| \| \| \| \| \| \| \| \| \| \| \| \| \| \| \| \| \| \| \| \| \| \| \| \| \| \| \| \| \| 19. Isabel de Francia \| \| \| \| \| \| \| \| \| \| \| \| \| \| \| \| \| \| \| \| \| \| \| \| \| \| \| \| \| \| \| \| \| \| \| \| \| \| \| \| \| \| \| \| \| \| \| \| \| \| \| \| \| \| 2. Felipe V de España \| \| \| \| \| \| \| \| \| \| \| \| \| \| \| \| \| \| \| \| \| \| \| \| \| \| \| \| \| \| \| \| \| \| \| \| \| \| \| \| \| \| \| \| \| \| \| \| \| \| \| \| \| \| 20. Maximiliano I de Wittelsbach \| \| \| \| \| \| \| \| \| \| \| \| \| \| \| \| \| \| \| \| \| \| \| \| \| \| \| \| \| \| \| \| \| \| \| \| \| \| \| \| \| \| \| \| \| \| \| \| \| \| \| \| \| \| 10. Fernando María de Baviera \| \| \| \| \| \| \| \| \| \| \| \| \| \| \| \| \| \| \| \| \| \| \| \| \| \| \| \| \| \| \| \| \| \| \| \| \| \| \| \| \| \| \| \| \| \| \| \| \| \| \| \| \| \| 21. María Ana de Habsburgo \| \| \| \| \| \| \| \| \| \| \| \| \| \| \| \| \| \| \| \| \| \| \| \| \| \| \| \| \| \| \| \| \| \| \| \| \| \| \| \| \| \| \| \| \| \| \| \| \| \| \| \| \| \| 5. María Ana Cristina de Baviera \| \| \| \| \| \| \| \| \| \| \| \| \| \| \| \| \| \| \| \| \| \| \| \| \| \| \| \| \| \| \| \| \| \| \| \| \| \| \| \| \| \| \| \| \| \| \| \| \| \| \| \| \| \| 22. Víctor Amadeo I de Saboya \| \| \| \| \| \| \| \| \| \| \| \| \| \| \| \| \| \| \| \| \| \| \| \| \| \| \| \| \| \| \| \| \| \| \| \| \| \| \| \| \| \| \| \| \| \| \| \| \| \| \| \| \| \| 11. Enriqueta Adelaida de Saboya \| \| \| \| \| \| \| \| \| \| \| \| \| \| \| \| \| \| \| \| \| \| \| \| \| \| \| \| \| \| \| \| \| \| \| \| \| \| \| \| \| \| \| \| \| \| \| \| \| \| \| \| \| \| 23. Cristina de Francia \| \| \| \| \| \| \| \| \| \| \| \| \| \| \| \| \| \| \| \| \| \| \| \| \| \| \| \| \| \| \| \| \| \| \| \| \| \| \| \| \| \| \| \| \| \| \| \| \| \| \| \| \| \| 1. Fernando VI de España \| \| \| \| \| \| \| \| \| \| \| \| \| \| \| \| \| \| \| \| \| \| \| \| \| \| \| \| \| \| \| \| \| \| \| \| \| \| \| \| \| \| \| \| \| \| \| \| \| \| \| \| \| \| 24. Víctor Amadeo I de Saboya \| \| \| \| \| \| \| \| \| \| \| \| \| \| \| \| \| \| \| \| \| \| \| \| \| \| \| \| \| \| \| \| \| \| \| \| \| \| \| \| \| \| \| \| \| \| \| \| \| \| \| \| \| \| 12. Carlos Manuel II de Saboya \| \| \| \| \| \| \| \| \| \| \| \| \| \| \| \| \| \| \| \| \| \| \| \| \| \| \| \| \| \| \| \| \| \| \| \| \| \| \| \| \| \| \| \| \| \| \| \| \| \| \| \| \| \| 25. Cristina de Francia \| \| \| \| \| \| \| \| \| \| \| \| \| \| \| \| \| \| \| \| \| \| \| \| \| \| \| \| \| \| \| \| \| \| \| \| \| \| \| \| \| \| \| \| \| \| \| \| \| \| \| \| \| \| 6. Víctor Amadeo II de Saboya \| \| \| \| \| \| \| \| \| \| \| \| \| \| \| \| \| \| \| \| \| \| \| \| \| \| \| \| \| \| \| \| \| \| \| \| \| \| \| \| \| \| \| \| \| \| \| \| \| \| \| \| \| \| 26. Carlos Amadeo de Saboya \| \| \| \| \| \| \| \| \| \| \| \| \| \| \| \| \| \| \| \| \| \| \| \| \| \| \| \| \| \| \| \| \| \| \| \| \| \| \| \| \| \| \| \| \| \| \| \| \| \| \| \| \| \| 13. María Juana Bautista de Saboya-Nemours \| \| \| \| \| \| \| \| \| \| \| \| \| \| \| \| \| \| \| \| \| \| \| \| \| \| \| \| \| \| \| \| \| \| \| \| \| \| \| \| \| \| \| \| \| \| \| \| \| \| \| \| \| \| 27. Isabel de Vendôme \| \| \| \| \| \| \| \| \| \| \| \| \| \| \| \| \| \| \| \| \| \| \| \| \| \| \| \| \| \| \| \| \| \| \| \| \| \| \| \| \| \| \| \| \| \| \| \| \| \| \| \| \| \| 3. María Luisa Gabriela de Saboya \| \| \| \| \| \| \| \| \| \| \| \| \| \| \| \| \| \| \| \| \| \| \| \| \| \| \| \| \| \| \| \| \| \| \| \| \| \| \| \| \| \| \| \| \| \| \| \| \| \| \| \| \| \| 28. Luis XIII de Francia \| \| \| \| \| \| \| \| \| \| \| \| \| \| \| \| \| \| \| \| \| \| \| \| \| \| \| \| \| \| \| \| \| \| \| \| \| \| \| \| \| \| \| \| \| \| \| \| \| \| \| \| \| \| 14. Felipe I de Orleans \| \| \| \| \| \| \| \| \| \| \| \| \| \| \| \| \| \| \| \| \| \| \| \| \| \| \| \| \| \| \| \| \| \| \| \| \| \| \| \| \| \| \| \| \| \| \| \| \| \| \| \| \| \| 29. Ana de Austria \| \| \| \| \| \| \| \| \| \| \| \| \| \| \| \| \| \| \| \| \| \| \| \| \| \| \| \| \| \| \| \| \| \| \| \| \| \| \| \| \| \| \| \| \| \| \| \| \| \| \| \| \| \| 7. Ana María de Orleans \| \| \| \| \| \| \| \| \| \| \| \| \| \| \| \| \| \| \| \| \| \| \| \| \| \| \| \| \| \| \| \| \| \| \| \| \| \| \| \| \| \| \| \| \| \| \| \| \| \| \| \| \| \| 30. Carlos I de Inglaterra \| \| \| \| \| \| \| \| \| \| \| \| \| \| \| \| \| \| \| \| \| \| \| \| \| \| \| \| \| \| \| \| \| \| \| \| \| \| \| \| \| \| \| \| \| \| \| \| \| \| \| \| \| \| 15. Enriqueta Ana Estuardo \| \| \| \| \| \| \| \| \| \| \| \| \| \| \| \| \| \| \| \| \| \| \| \| \| \| \| \| \| \| \| \| \| \| \| \| \| \| \| \| \| \| \| \| \| \| \| \| \| \| \| \| \| \| 31. Enriqueta María de Francia \| \| \| \| \| \| \| \| \| \| \| \| \| \| \| \| \| \| \| \| \| \| \| \| \| \| \| \| \| \| \| \| \| \| \| \| \| \| \| \| \| \| \| \| \| \| \| \| \| \| \| \| |                                            |  |  |  |  |  |  |  |  |  |  |  |  |  |  |  |
| |                                            |  |  |  |  |  |  |  |  |  |  |  |  |  |  |  |
| | 16. Luis XIII de Francia                   |  |  |  |  |  |  |  |  |  |  |  |  |  |  |  |
| |                                            |  |  |  |  |  |  |  |  |  |  |  |  |  |  |  |
| |                                            |  |  |  |  |  |  |  |  |  |  |  |  |  |  |  |
| | 8. Luis XIV de Francia                     |  |  |  |  |  |  |  |  |  |  |  |  |  |  |  |
| |                                            |  |  |  |  |  |  |  |  |  |  |  |  |  |  |  |
| |                                            |  |  |  |  |  |  |  |  |  |  |  |  |  |  |  |
| | 17. Ana de Austria                         |  |  |  |  |  |  |  |  |  |  |  |  |  |  |  |
| |                                            |  |  |  |  |  |  |  |  |  |  |  |  |  |  |  |
| |                                            |  |  |  |  |  |  |  |  |  |  |  |  |  |  |  |
| | 4. Luis de Francia, el Gran Delfín         |  |  |  |  |  |  |  |  |  |  |  |  |  |  |  |
| |                                            |  |  |  |  |  |  |  |  |  |  |  |  |  |  |  |
| |                                            |  |  |  |  |  |  |  |  |  |  |  |  |  |  |  |
| | 18. Felipe IV de España                    |  |  |  |  |  |  |  |  |  |  |  |  |  |  |  |
| |                                            |  |  |  |  |  |  |  |  |  |  |  |  |  |  |  |
| |                                            |  |  |  |  |  |  |  |  |  |  |  |  |  |  |  |
| | 9. María Teresa de Austria                 |  |  |  |  |  |  |  |  |  |  |  |  |  |  |  |
| |                                            |  |  |  |  |  |  |  |  |  |  |  |  |  |  |  |
| |                                            |  |  |  |  |  |  |  |  |  |  |  |  |  |  |  |
| | 19. Isabel de Francia                      |  |  |  |  |  |  |  |  |  |  |  |  |  |  |  |
| |                                            |  |  |  |  |  |  |  |  |  |  |  |  |  |  |  |
| |                                            |  |  |  |  |  |  |  |  |  |  |  |  |  |  |  |
| | 2. Felipe V de España                      |  |  |  |  |  |  |  |  |  |  |  |  |  |  |  |
| |                                            |  |  |  |  |  |  |  |  |  |  |  |  |  |  |  |
| |                                            |  |  |  |  |  |  |  |  |  |  |  |  |  |  |  |
| | 20. Maximiliano I de Wittelsbach           |  |  |  |  |  |  |  |  |  |  |  |  |  |  |  |
| |                                            |  |  |  |  |  |  |  |  |  |  |  |  |  |  |  |
| |                                            |  |  |  |  |  |  |  |  |  |  |  |  |  |  |  |
| | 10. Fernando María de Baviera              |  |  |  |  |  |  |  |  |  |  |  |  |  |  |  |
| |                                            |  |  |  |  |  |  |  |  |  |  |  |  |  |  |  |
| |                                            |  |  |  |  |  |  |  |  |  |  |  |  |  |  |  |
| | 21. María Ana de Habsburgo                 |  |  |  |  |  |  |  |  |  |  |  |  |  |  |  |
| |                                            |  |  |  |  |  |  |  |  |  |  |  |  |  |  |  |
| |                                            |  |  |  |  |  |  |  |  |  |  |  |  |  |  |  |
| | 5. María Ana Cristina de Baviera           |  |  |  |  |  |  |  |  |  |  |  |  |  |  |  |
| |                                            |  |  |  |  |  |  |  |  |  |  |  |  |  |  |  |
| |                                            |  |  |  |  |  |  |  |  |  |  |  |  |  |  |  |
| | 22. Víctor Amadeo I de Saboya              |  |  |  |  |  |  |  |  |  |  |  |  |  |  |  |
| |                                            |  |  |  |  |  |  |  |  |  |  |  |  |  |  |  |
| |                                            |  |  |  |  |  |  |  |  |  |  |  |  |  |  |  |
| | 11. Enriqueta Adelaida de Saboya           |  |  |  |  |  |  |  |  |  |  |  |  |  |  |  |
| |                                            |  |  |  |  |  |  |  |  |  |  |  |  |  |  |  |
| |                                            |  |  |  |  |  |  |  |  |  |  |  |  |  |  |  |
| | 23. Cristina de Francia                    |  |  |  |  |  |  |  |  |  |  |  |  |  |  |  |
| |                                            |  |  |  |  |  |  |  |  |  |  |  |  |  |  |  |
| |                                            |  |  |  |  |  |  |  |  |  |  |  |  |  |  |  |
| | 1. Fernando VI de España                   |  |  |  |  |  |  |  |  |  |  |  |  |  |  |  |
| |                                            |  |  |  |  |  |  |  |  |  |  |  |  |  |  |  |
| |                                            |  |  |  |  |  |  |  |  |  |  |  |  |  |  |  |
| | 24. Víctor Amadeo I de Saboya              |  |  |  |  |  |  |  |  |  |  |  |  |  |  |  |
| |                                            |  |  |  |  |  |  |  |  |  |  |  |  |  |  |  |
| |                                            |  |  |  |  |  |  |  |  |  |  |  |  |  |  |  |
| | 12. Carlos Manuel II de Saboya             |  |  |  |  |  |  |  |  |  |  |  |  |  |  |  |
| |                                            |  |  |  |  |  |  |  |  |  |  |  |  |  |  |  |
| |                                            |  |  |  |  |  |  |  |  |  |  |  |  |  |  |  |
| | 25. Cristina de Francia                    |  |  |  |  |  |  |  |  |  |  |  |  |  |  |  |
| |                                            |  |  |  |  |  |  |  |  |  |  |  |  |  |  |  |
| |                                            |  |  |  |  |  |  |  |  |  |  |  |  |  |  |  |
| | 6. Víctor Amadeo II de Saboya              |  |  |  |  |  |  |  |  |  |  |  |  |  |  |  |
| |                                            |  |  |  |  |  |  |  |  |  |  |  |  |  |  |  |
| |                                            |  |  |  |  |  |  |  |  |  |  |  |  |  |  |  |
| | 26. Carlos Amadeo de Saboya                |  |  |  |  |  |  |  |  |  |  |  |  |  |  |  |
| |                                            |  |  |  |  |  |  |  |  |  |  |  |  |  |  |  |
| |                                            |  |  |  |  |  |  |  |  |  |  |  |  |  |  |  |
| | 13. María Juana Bautista de Saboya-Nemours |  |  |  |  |  |  |  |  |  |  |  |  |  |  |  |
| |                                            |  |  |  |  |  |  |  |  |  |  |  |  |  |  |  |
| |                                            |  |  |  |  |  |  |  |  |  |  |  |  |  |  |  |
| | 27. Isabel de Vendôme                      |  |  |  |  |  |  |  |  |  |  |  |  |  |  |  |
| |                                            |  |  |  |  |  |  |  |  |  |  |  |  |  |  |  |
| |                                            |  |  |  |  |  |  |  |  |  |  |  |  |  |  |  |
| | 3. María Luisa Gabriela de Saboya          |  |  |  |  |  |  |  |  |  |  |  |  |  |  |  |
| |                                            |  |  |  |  |  |  |  |  |  |  |  |  |  |  |  |
| |                                            |  |  |  |  |  |  |  |  |  |  |  |  |  |  |  |
| | 28. Luis XIII de Francia                   |  |  |  |  |  |  |  |  |  |  |  |  |  |  |  |
| |                                            |  |  |  |  |  |  |  |  |  |  |  |  |  |  |  |
| |                                            |  |  |  |  |  |  |  |  |  |  |  |  |  |  |  |
| | 14. Felipe I de Orleans                    |  |  |  |  |  |  |  |  |  |  |  |  |  |  |  |
| |                                            |  |  |  |  |  |  |  |  |  |  |  |  |  |  |  |
| |                                            |  |  |  |  |  |  |  |  |  |  |  |  |  |  |  |
| | 29. Ana de Austria                         |  |  |  |  |  |  |  |  |  |  |  |  |  |  |  |
| |                                            |  |  |  |  |  |  |  |  |  |  |  |  |  |  |  |
| |                                            |  |  |  |  |  |  |  |  |  |  |  |  |  |  |  |
| | 7. Ana María de Orleans                    |  |  |  |  |  |  |  |  |  |  |  |  |  |  |  |
| |                                            |  |  |  |  |  |  |  |  |  |  |  |  |  |  |  |
| |                                            |  |  |  |  |  |  |  |  |  |  |  |  |  |  |  |
| | 30. Carlos I de Inglaterra                 |  |  |  |  |  |  |  |  |  |  |  |  |  |  |  |
| |                                            |  |  |  |  |  |  |  |  |  |  |  |  |  |  |  |
| |                                            |  |  |  |  |  |  |  |  |  |  |  |  |  |  |  |
| | 15. Enriqueta Ana Estuardo                 |  |  |  |  |  |  |  |  |  |  |  |  |  |  |  |
| |                                            |  |  |  |  |  |  |  |  |  |  |  |  |  |  |  |
| |                                            |  |  |  |  |  |  |  |  |  |  |  |  |  |  |  |
| | 31. Enriqueta María de Francia             |  |  |  |  |  |  |  |  |  |  |  |  |  |  |  |
| |                                            |  |  |  |  |  |  |  |  |  |  |  |  |  |  |  |
| |                                            |  |  |  |  |  |  |  |  |  |  |  |  |  |  |  |

| Predecesor: Luis de Borbón                                        | Príncipe de Asturias 1724-1746                                                                   | Sucesor: Carlos de Borbón   |
| Predecesor: Felipe V                                              | Rey de España 1746-1759                                                                          | Sucesor: Carlos III         |
| Predecesor: Carlos José de Lorena arzobispo y elector de Tréveris | Gran Prior de Castilla y de León en la Orden de San Juan de Jerusalén vulgo de Malta 1715 - 1736 | Sucesor: Infante don Felipe |